# Porosité du papier
La porosité du papier est, en papeterie, le rapport du volume de fluide (généralement de l’air) présent au volume total du papier. Il est important de noter que la porosité du papier en langage papetier peut signifier aussi perméabilité du papier.
La porosité élevée du papier est un facteur déterminant de qualité du buvard, de l'essuie-tout ou du papier toilette. C'est également un paramètre important dans le tirage des estampes ou la pose du papier peint.
La porosité est un critère essentiel de qualité (avec la composition et l’apparence) pour le papier à cigarette. La porosité Bekk ou perméabilité à l'air est le flux d'air à travers un papier pouvant être mesuré par un débitmètre laminaire.
La modification de la porosité du papier à cigarette permettrait de les rendre moins incendiaires.
L'ajout de pulpe de betteraves diminue la porosité du papier obtenu.

## Porosimètre au mercure
Il est possible de mesurer la porosité d’un matériau poreux avec un porosimètre au mercure. Le principe consiste à faire pénétrer 
du mercure à l’intérieur des pores du matériau à une pression donnée. Le volume de mercure qui a pénétré dans le matériau en fonction de la 
pression permet de retrouver le volume des pores. Le mercure est utilisé pour ses propriétés non mouillantes et non réactives. Il est aussi 
possible de connaître la distribution des pores du matériau. 

## BET
Le principe consiste à faire adsorber physiquement un gaz inerte (l’azote généralement) à la surface d’un solide. La condensation capillaire est ainsi utilisée pour déterminer le volume des pores du solide. Cette mesure permet ainsi de calculer la porosité d’un matériau poreux. 